# Лебедев, Павел Исаевич
Павел Исаевич Лебедев (ум. 1865) — протоиерей Русской православной церкви, педагог и переводчик.

## Биография
Об его детстве информации практически не сохранилось, да и прочие биографические сведения о нём очень скудны и отрывочны; известно лишь, что он был сыном священника слободы Козловки, Бобровского уезда Воронежской губернии. 
По окончании курса наук в Воронежской духовной мужской семинарии в 1824 году он поступил в Киевскую духовную академию, которую и окончил со степенью магистра в 1827 году. 
По окончании КДА Павел Исаевич Лебедев был назначен профессором философских наук в Харьковскую духовную семинарию.
В 1834 году рукоположен в священники к Александро-Невской церкви Харьковской губернской гимназии и сделан её учителем Закона Божия. 
Покойный архиепископ Харьковский Иннокентий (Александров), которому Высочайше поручено было в начале 1840-х годов составить «Памятник Православия», долженствовавший в себе заключать «свидетельства всех веков и времен, доказывающие неуклонное происхождение нашей веры от самого Иисуса Христа и святых апостолов и неизменную верность ее первоначальным уставам и преданиям Вселенской церкви», избрал протоиерея Лебедева своим ближайшим сотрудником по переводу церковных актов с греческого языка. Неизвестный автор в некрологе протоиерея Лебедева говорит: «Какую судьбу имел этот замечательный сборник, где он ныне обретается и явится ли когда-нибудь на свет к назиданию и утверждению умов многих, — это остается совершенно неизвестным». По этому поводу считаем не лишним отметить здесь, что помянутый «Памятник православия» до октябрьского переворота находился в числе рукописей Архива Священного синода.
В 1843 году протоиерей П. И. Лебедев был уволен от должности профессора Коллегиума; в 1850 году определен ординарным профессором в Харьковский университет по кафедре богословия и философии, а в 1858 году уволен от этой должности за выслугой лет. 
По выходе в отставку протоиерей Лебедев «стеснен был в жизненных средствах и принужден был жить под полуразрушенным кровом, плохо защищавшим его от непогоды». Несмотря на это в 1862 году он издал труд «Ессеи и ферапевты» («Дух христианина») и др. 
Павел Исаевич Лебедев скончался 8 (20) декабря 1865 года от апоплексического удара.